# Občina Šenčur
Občina Šenčur je jednou z 212 občin ve Slovinsku. Nachází se v Hornokraňském regionu na území historického Kraňska. Občinu tvoří 12 sídel, její rozloha je 43,2 km² a k 1. lednu 2017 zde žilo 8 557 obyvatel. Správním střediskem občiny je vesnice Šenčur.

## Členění občiny
Občina se dělí na sídla: Hotemaže, Luže, Milje, Olševek, Prebačevo, Srednja vas pri Šenčurju, Šenčur, Trboje, Visoko, Voglje, Voklo, Žerjavka.